# 车尚轮
车尚轮（1956年—），重庆人。汉族。加入中国共产党。清华大学高级管理人员工商管理专业毕业。
2009年，任厦门航空总经理(正厅级)、党委副书记。2012年，任南航集团党组成员、厦门航空总经理、董事长、党委副书记。2016年12月，任厦门航空党委书记、董事长。
2013年，当选第十二届全国人民代表大会福建地区代表。
2019年1月，因届满到期退休